# Stade René Gaillard
Het Stade Municipal René Gaillard is een voetbalstadion in de Franse stad Niort. Het is de thuishaven van de voetbalclub Chamois Niortais FC en het heeft een capaciteit van 10.898 plaatsen. Het stadion heette voorheen Stade de la Venise Verte.